# PCDH1
PCDH1‏ (Protocadherin 1) هوَ بروتين يُشَفر بواسطة جين PCDH1 في الإنسان.